# کامیون

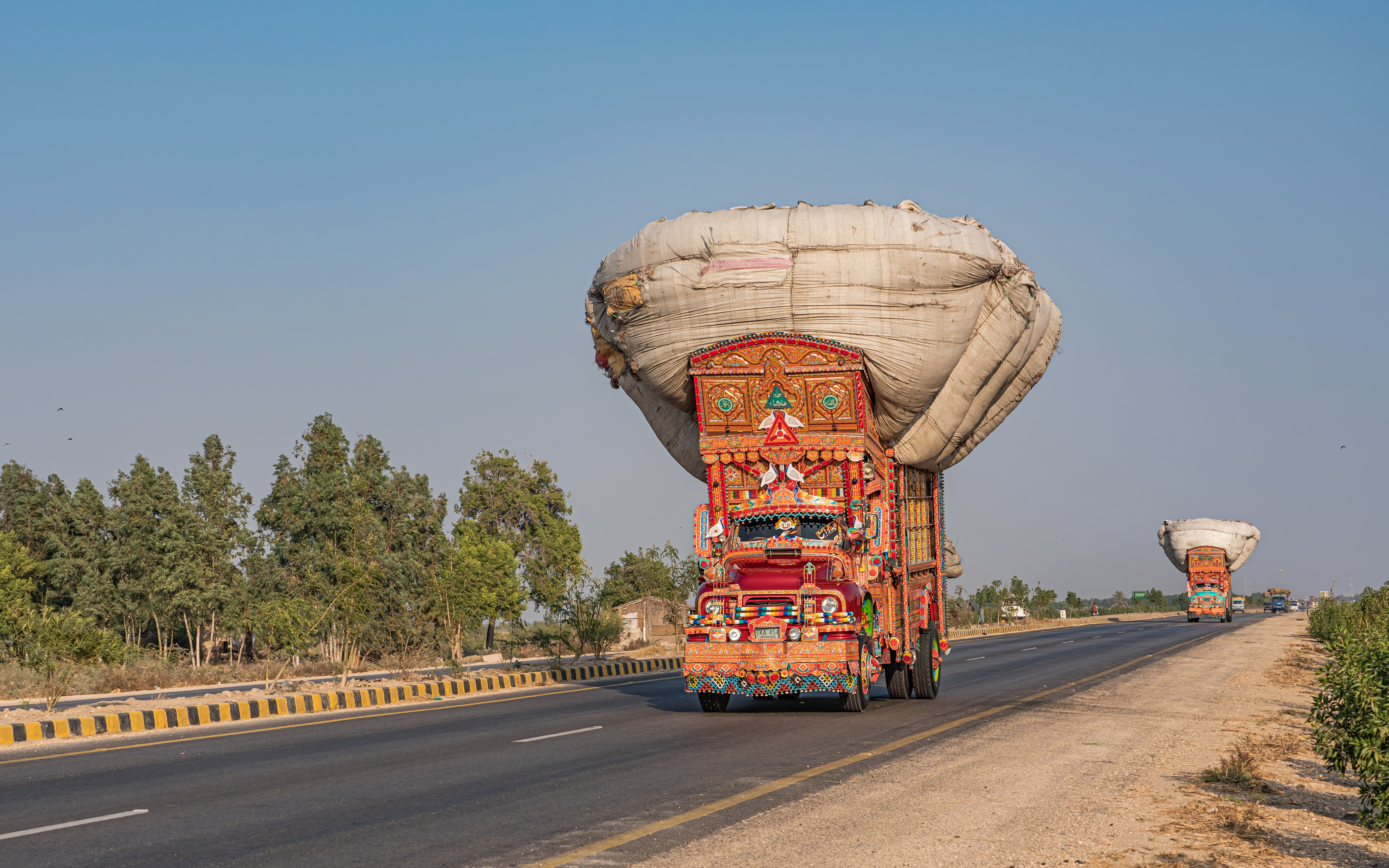
نگاره‌ای از دو کامیون تزئین‌شدهٔ حامل بار در اتوبانی در نزدیکی کراچی، پاکستان. راننده‌های کامیون در پاکستان و جنوب آسیا سال‌هاست که ماشین‌های باری خود را با طرح گل، هنر اسلامی، شعر نوشته و تصاویر قله‌های پوشیده از برف هیمالیا تزئین می‌کنند.

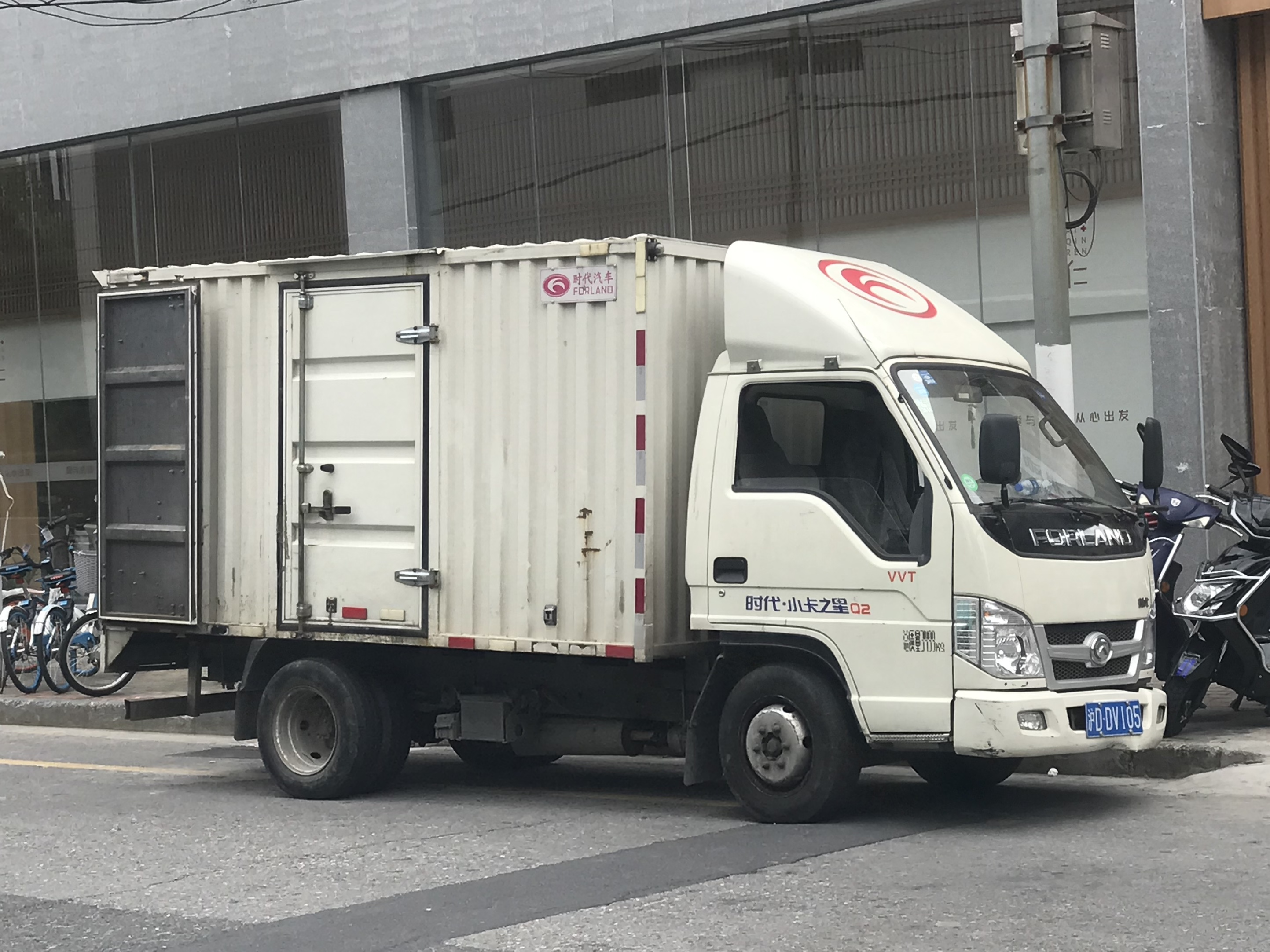
فوتون فورلند Q2

کامیون (به فرانسوی: Camion) یکی از وسایل نقلیه موتوری باری است که بخش بارگیر آن به‌صورت پیوسته به کشنده متصل است. از کامیون بیش‌تر برای ترابری کالا و مواد سنگین استفاده می‌شود و به‌عنوان خودروی آتش‌نشانی نیز از آن استفاده می‌شود. کامیون‌ها ظرفیت حمل 7 تن بار یا بیش‌تر را دارند. نسخه های کوچک تری هم وجود دارد با نام کامیونت 

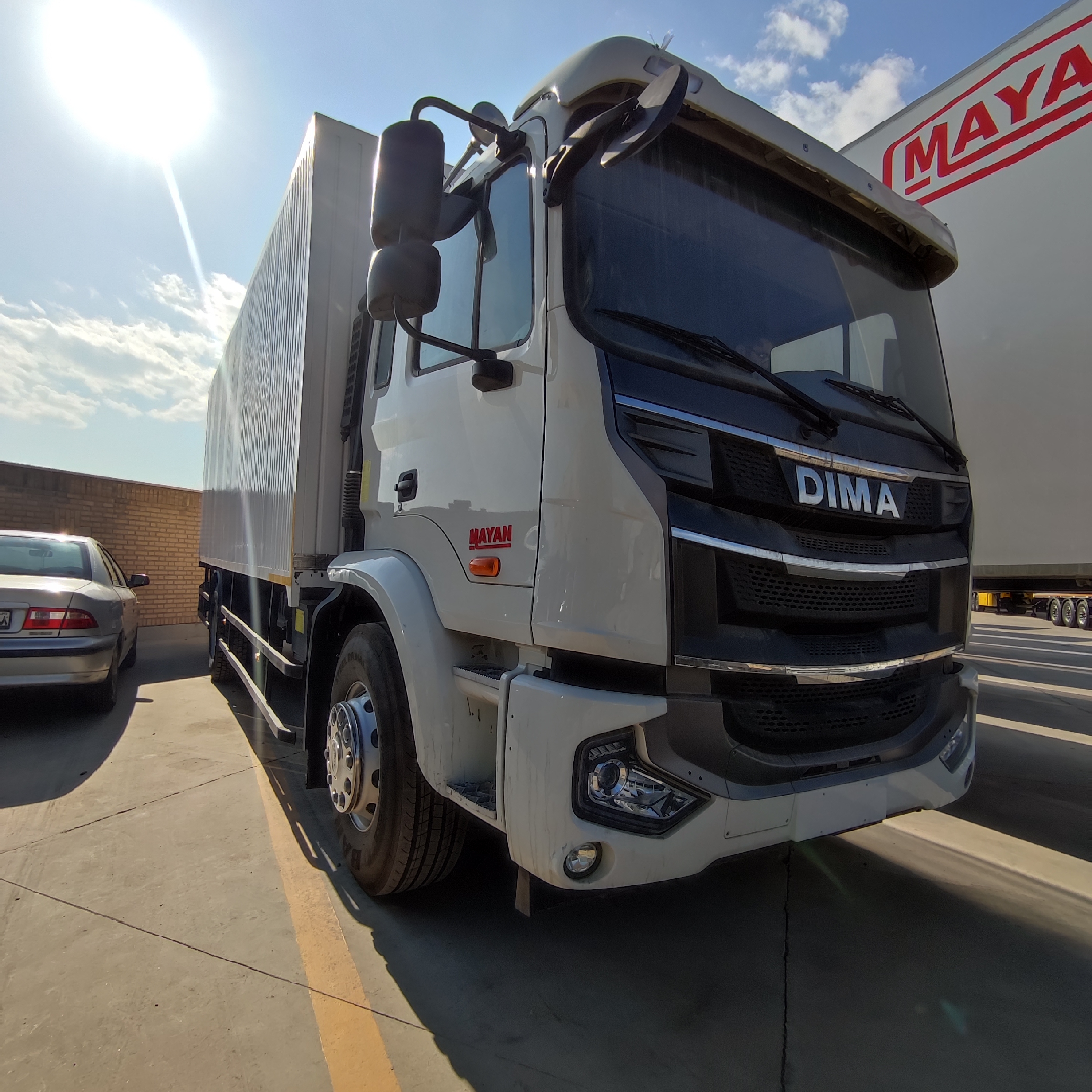
کامیون MR-285 دیما

کامیون دارای انواع گوناگونی هستند و معمولاً بر اساس محور و وزن طبقه‌بندی می‌شوند.
در ایران به کامیونهای 6 چرخ اصطلاحا تک و به کامیونهای 10 چرخ جفت گفته می شود.
از کامیونهای قدیمی بازار ایران میتوان به بنز واگن هود 1924 و 2624 موسوم به کامیون نارنجی اشاره کرد.